# Star Pilots
Star Pilots är en svensk popgrupp som 2008 släppte singeln In the Heat of the Night som blev en hit. Bakom gruppen står musikproducenterna Johan Fjellström och Joakim Udd. Gruppens medlemmar kallar sig "M-38", "M-31", "E-33" och "J-38".
Star Pilots deltog i Melodifestivalen 2009 i den fjärde delfinalen med bidraget Higher, en låt skriven av Johan Fjellström, Joakim Udd och Johan Becker. Gruppen gick vidare till "Andra chansen". Själva låten har av Aftonbladets läsare fått utstå viss kritik då tidningens läsare ansåg att den hade stora likheter med Boy Meets Girls låt  Waiting for a Star to Fall från 1988, Jenny "Velvet" Petterssons låt Take My Body Close samt Survivors låt Eye of the Tiger. När bidraget antogs till Melodifestivalen så byttes tre av originalmedlemmarna (Patrick Riber, Mathias Singh och Daniel Gill) som var med när Star Pilots uppträdde på Rix FM Turnén ut helt utan förklaring.
Under vintern 2010 kom låten I'm alive med gruppen. Låten handlar om 80-talet, man har helt enkelt tagit låttitlar från detta årtionde och mixat ihop till en enda låt.
I januari 2011 släpptes låten Heaven can wait, skriven av Johan Fjällström, Johan Udd och Andreas Carlsson, nu med Petter Isaksson som sångare. Låten lyckades inte ta sig in på försäljningslistorna. Singeln drogs tillbaks och 2012 släpptes den igen.

## Pilotbluffen
Kvartetten lanserades som en grupp bestående av tidigare Fame Factory-vinnaren Johan Becker som stod för all sång samt tre stridspiloter. Piloterna hävdade själva i intervjuer att de hade utbildats vid Maxwell Airforce Base i Alabama, USA. Inför en deltävling i Melodifestivalen 2009 avslöjades det att pilothistorien var en bluff som gruppmedlemmarna själva hade hittat på. Ingen av medlemmarna ska ha utbildat sig till eller arbetat som piloter tidigare. Ingen av piloterna/dansarna Mathias Singh, Michael J:son Lindh eller Emilio Perrelli sjöng på riktigt i melodifestivalen. Våren/Sommaren 2009 turnerade de dansande piloterna och mimade till Johan Beckers röst. http://www.youtube.com/watch?v=dDf-UNsyxLY

## Diskografi

### Singlar
| 2008 | In the heat of the night | 2  |
| 2009 | Higher                   | 6  |
| 2010 | I'm alive                | 22 |
| 2011 | Heaven can wait          | -  |